# Françoise Dorin
Françoise Dorin (nascuda a París, el 23 de gener de 1928 - 12 de gener de 2018) va ser una dramaturga i lletrista de cançons francesa.

## Obra dramàtica
- 1968. La Facture
- 1970. Les Bonshommes
- 1973. Le tube. Pièce en 4 actes. Estrenada al Teatre de la Madeleine de París.
- 1974. Le tube. Comédie en 2 actes. Estrenada al Teatre Antoine de París.
- 1975. L'autre valse. Pièce. Estrenada al Teatre de les Varietats de París.
- 1978. Le Tout pour le tout. Comédie en 4 actes
- 1983. L'Etiquette. Pièce en 3 actes
- 1983. L'intoxe. Comédie nouvelle en deux parties
- 1986. L'âge en question

## Novel·la
- Les Lits à une place
- Les Vendanges Tardives
- Le coeur à deux places
- Et puis après...
- Tout est toujours possible
- En avant toutes!
- Les Julottes
- La rêve-party